# Гайнц-Вільгельм Ек
Гайнц-Вільгельм Ек (нім. Heinz-Wilhelm Eck; 27 березня 1916, Гамбург — 30 листопада 1945, Гамбург) — німецький офіцер-підводник, капітан-лейтенант крігсмаріне.

## Біографія
8 квітня 1934 року вступив на флот. З вересня 1939 року — командир корабля 6-ї, з березня 1941 року — 8-ї флотилії мінних тральщиків. В червні-жовтні 1942 року пройшов курс підводника, з листопада 1942 по лютий 1943 року — командирську практику на підводному човні U-124, в лютому-травні — курс командира човна. З 15 червня 1943 року — командир U-852. 30 квітня 1944 року U-852 був атакований глибинними бомбами британського бомбардувальника «Веллінгтон». Пошкоджений човен вирушив до узбережжя Сомалі, однак, перш ніж дістатись до суходолу, він знову був атакований шістьма бомбардувальниками британської 621-ї ескадрильї. Ек був змушений посадити човен на мілину на кораловому рифі приблизно за 20 кілометрів від берега. 7 членів екіпажів загинули, 59 втекли на берег, де їх незабаром взяли в полон бійці Сомалілендського верблюжого корпусу та місцеві ополченці.
Всього за час бойових дій потопив 2 кораблі загальною водотоннажністю 9972 тонни.
| Дата            | Назва корабля | Тип               | Тоннаж | Вантаж                                                       | Екіпаж | Загинули | Країна             |
| --------------- | ------------- | ----------------- | ------ | ------------------------------------------------------------ | ------ | -------- | ------------------ |
| 13 березня 1944 | Peleus        | Торговий пароплав | 4,695  | Баласт                                                       | 39     | 36       | Королівство Греція |
| 1 квітня 1944   | Dahomian      | Торговий пароплав | 5,277  | 5198 тонн генеральних вантажів, включаючи 17 літаків і пошту | 51     | 2        | Британська імперія |

Британська пошукова група дослідила U-852 і знайшла бойовий журнал човна. Згідно записів, 13 березня 1944 року Ек наказав розстріляти з кулеметів уламки грецького пароплава Peleus, оскільки боявся, що за уламками виявлять його човен, який належав до типу найповільніших і найвразливіших човнів німецького флоту. В результаті обстрілу загинули декілька грецьких моряків, які чіплялись за уламки. В листопаді 1945 року Ек і ще 4 офіцери постали перед британським судом в Гамбурзі за звинуваченням у скоєнні воєнного злочину. Ек і 2 офіцери були засуджені до страти і 30 листопада розстріляні, інші двоє отримали різні терміни ув'язнення.

## Звання
- Кандидат в офіцери (8 квітня 1934)
- Морський кадет (26 вересня 1934)
- Фенріх-цур-зее (1 липня 1935)
- Оберфенріх-цур-зее (1 січня 1937)
- Лейтенант-цур-зее (1 квітня 1937)
- Оберлейтенант-цур-зее (1 квітня 1939)
- Капітан-лейтенант (1 грудня 1941)

## Нагороди
- Медаль «За вислугу років у Вермахті» 4-го класу (4 роки)
- Залізний хрест
  - 2-го класу (1940)
  - 1-го класу
- Нагрудний знак мінних тральщиків (1940)
- Нагрудний знак підводника (1940)